# Horaiclavus multicostatus
Horaiclavus multicostatus is een slakkensoort uit de familie van de Horaiclavidae. De wetenschappelijke naam van de soort werd als Mangilia multicostata in 1913 gepubliceerd door Mattheus Marinus Schepman.